# Sida Lakari
Pour plus de détails, voir Fiche technique et Distribution.
Sida Lakari est une série du Malien Salif Traoré de 2001 qui traite en fiction la question du VIH/Sida au Mali. 

## Synopsis
Résumé des 6 épisodes.

### Les Turbulences d’un séjour
Deux regards se croisent, celui d'Aïcha venue de la ville et celui de Nafi, une villageoise. Elles deviennent amies et peu de temps après, Aïcha découvre qu'Ali le fiancé de son amie est gravement malade. Il faut l'hospitaliser d'urgence, mais le père qui doit décider, reste indifférent et se préoccupe plutôt de venger sa première fille accusée d’adultère.

### Les deux messieurs du fond
Ali est conduit dans un grand centre médical de la ville. Son test est positif. Une infirmière prend connaissance de son dossier et annonce à tous les autres patients qu'Ali est atteint du Sida. Comme un pestiféré, personne ne veut l’approcher.

### La chose d'Ali
Comme une traînée de poudre, la rumeur court dans tout le village de Nafala qu'Ali est atteint du Sida. Une maladie de prostituée, une maladie incurable qui ne lui donne aucune chance de concrétiser son mariage avec Nafi. Sa famille et celle de sa fiancée sont humiliées et déshonorées. Seul sa fiancée a une lueur d'espoir.  

### La femme du défunt
Nafi entreprend un voyage pour trouver le remède miracle contre le virus qui mine la santé de son fiancé. Dans un village, elle est choquée par les pratiques du guérisseur qu'elle est venue consulter : il utilise une seule lame pour scarifier tous ses patients. Au même moment, son cousin est confronté à une situation difficile. Les vieux du village l'obligent à épouser la seconde épouse de son frère décédé dont le dossier médical a révélé la séropositivité.  

### L’amie de la tatoueuse
Toujours à la recherche du remède, Nafi arrive chez les Peuls. Elle est atterrée quand elle constate que la femme du défunt fait des tatouages pour subvenir à ses besoins. Nafi fera tout pour convaincre la femme qui est enceinte d’arrêter cette activité et de faire le test avant son accouchement. 

### Le Cri de la falaise
L'espoir de trouver le remède qui guérira son fiancé conduit finalement Nafi chez les Dogons. Ils s'apprêtent à exciser plusieurs jeunes filles avec le même coutelas, mais l'une d'entre elles ravit l'outil afin que son amie ne soit pas excisée. Dernier épisode du combat de Nafi contre les pratiques à risque...

## Fiche technique
- Titre : Sida Lakari
- Réalisateur : Salif Traoré
- Pays du réalisateur : Mali
- Langue : bambara sous-titré en français
- Durée : 120 minutes
- Année : 2001
- Genre : documentaire
- Monteur : Laure Dudin
- Couleur / N&B : couleur
- Format : vidéo
- Equipe Producteur : Salif Traoré